# Anauxesis elongatoides
Anauxesis elongatoides là một loài bọ cánh cứng trong họ Cerambycidae.